# Torneio Internacional Luso Brasileiro - Troféu Chesf
O Torneio Internacional Luso Brasileiro de Hóquei em Patins - Troféu Chesf - abriu a programação comemorativa dos 70 anos do Clube Português do Recife. A competição decorreu entre o dia 30 de junho 2004 e 3 de julho 2004, contou com a presença das três equipes pernambucanas - Sport, Português/Chesf e Náutico - e também a Associação Desportiva Oliveirense, de Portugal, o Esporte Clube Correas, do Rio de Janeiro, e o Grêmio Desportivo da Enama (atual Juventude de Viana), representante de Angola.

## 1ª Jornada
| Sport Recife      | 4 | Esporte Clube Correas | 2 |
| A. D. Oliveirense | 6 | Juventude de Viana    | 2 |
| Português/Chesf   | 5 | Náutico Recife        | 2 |
| ----------------- | - | --------------------- | - |

## 2ª Jornada
| Português/Chesf | 4 | Sport Recife | 0 |
| --------------- | - | ------------ | - |

## 3ª Jornada
| Sport Recife | 3 | A. D. Oliveirense | 11 |
| ------------ | - | ----------------- | -- |

## 5ª Jornada
| Juventude de Viana | 6 | Sport Recife      | 1  |
| Português/Chesf    | 3 | A. D. Oliveirense | 10 |
| ------------------ | - | ----------------- | -- |

### Classificação
| Ano  | Cidade        | Vencedor          | 2º Lugar        | 3º Lugar           | 4º Lugar     | 5º Lugar              | 6º Lugar       |
| ---- | ------------- | ----------------- | --------------- | ------------------ | ------------ | --------------------- | -------------- |
| 2004 | Brasil Recife | A. D. Oliveirense | Português/Chesf | Juventude de Viana | Sport Recife | Esporte Clube Correas | Náutico Recife |

### Referencias
[recife]